# Gare de Prescott
La  gare de Prescott est une gare ferroviaire canadienne, située à Prescott, en Ontario.
Mise en service en 1855 par le Grand Tronc elle est fermée au cours du XXe siècle. Son bâtiment voyageurs est reconnu comme Lieu historique national du Canada et Gare ferroviaire patrimoniale du Canada.

## Situation ferroviaire
La gare de Prescott se trouve le long de la ligne originale du Grand Tronc, construite durant la première phase de la construction du premier chemin de fer inter-colonial au Canada (une dizaine d’années avant la Confédération) , ligne entre Brockville et Montréal (elle-même construite de 1852 à 1855) .

## Histoire
Cette gare est influencée par l’architecture des gares anglaises de la même période. Elle représente une gare standard de type A du Grand Tronc, typique d’autre gares sur la ligne Brockville-Montréal . Les gares de type A (avec sept arches) ont été construites  seulement aux villes les importantes le long de la ligne (Prescott, Cornwall, Kingston et Port Huron). Prescott est la jonction pour Ottawa, donc elle se mérite une gare de type A.
En style à l'italienne, la gare est construite en pierre aven un toit à pente douce. L’avant-toit est en surplomb et soutenu par des consoles de bois ouvragées.  En vedette sont « ses débords de chevrons exposés, ses quatre cheminées pittoresques, ses baies en arche sur toutes les façades, et sa maçonnerie en pierre de taille calcaire grise à l'aspect brut » selon Gouvernement du Canada.

## Patrimoine ferroviaire
Depuis 2007, la gare sert comme bureau de la Société historique du Comté de Grenville.
Des gares de construction similaires existent (en 2008 selon une source) à Ernestown, St Mary's, Napanee, Belleville et Port Hope en Ontario .